# Bahnstrecke Schwarzenau–Martinsberg-Gutenbrunn
| |                      |                                      |                                      |
| Streckennummer: | 176 (alt 76)         |                                      |                                      |
| Kursbuchstrecke (ÖBB): | 830                  |                                      |                                      |
| Streckenlänge: | 57,791 km            |                                      |                                      |
| Spurweite: | 1435 mm (Normalspur) |                                      |                                      |
| Maximale Neigung: | 25 ‰                 |                                      |                                      |
| Minimaler Radius: | 171 m                |                                      |                                      |
| Streckengeschwindigkeit: | 60 km/h              |                                      |                                      |
| |                      |                                      |                                      |
| \| \| \| von Wien \| \| \| \| \| von Slavonice \| \| \| \| 0,000 \| Schwarzenau \| 498 m \| \| \| \| nach Gmünd \| \| \| \| 3,845 \| Ganz \| Ganz \| \| \| 5,588 \| Bernschlag \| 604 m \| \| \| 9,303 \| Hörmanns \| 604 m \| \| \| 13,697 \| Groß Globnitz (Scheitelpunkt) \| 636 m \| \| \| 16,253 \| Groß Haslau \| Groß Haslau \| \| \| 18,116 \| Gerotten \| Gerotten \| \| \| 21,522 \| Zwettl \| 535 m \| \| \| 21,655 \| Viadukt (240 m) \| Viadukt (240 m) \| \| \| 22,694 \| Zwettl Stadt (früher Syrnau) \| Zwettl Stadt (früher Syrnau) \| \| \| 28,891 \| Klein Schönau \| Klein Schönau \| \| \| 28,891 \| Obernondorf \| Obernondorf \| \| \| 34,711 \| Waldhausen \| ~695 m \| \| \| ~ 36,800 \| Klein Weißenbach \| Klein Weißenbach \| \| \| ~ 39,300 \| Kaltenbrunn \| Kaltenbrunn \| \| \| 40,982 \| Grafenschlag \| 741 m \| \| \| 41,098 \| Bundesstraße 36 \| Bundesstraße 36 \| \| \| ~ 43,300 \| Lugendorf \| Lugendorf \| \| \| ~ 46,600 \| Biberschlag \| Biberschlag \| \| \| \| Kremsbachviadukt \| \| \| \| 50,109 \| Ottenschlag \| 831 m \| \| \| 51,600 \| Scheitelpunkt \| 860 m \| \| \| ~ 53,600 \| Kleinpertholz \| Kleinpertholz \| \| \| 57,615 \| Martinsberg-Gutenbrunn \| 825 m \| \| \| \| Industriebahn Gutenbrunn–Martinsberg \| \| |                      |                                      |                                      |
| Strecke |                      | von Wien                             | von Wien                             |
| Abzweig geradeaus und ehemals von rechts |                      | von Slavonice                        | von Slavonice                        |
| Bahnhof | 0,000                | Schwarzenau                          | 498 m                                |
| Abzweig geradeaus und nach rechts |                      | nach Gmünd                           | nach Gmünd                           |
| Blockstelle | 3,845                | Ganz                                 | Ganz                                 |
| Blockstelle | 5,588                | Bernschlag                           | 604 m                                |
| Dienststation / Betriebs- oder Güterbahnhof | 9,303                | Hörmanns                             | 604 m                                |
| Blockstelle | 13,697               | Groß Globnitz (Scheitelpunkt)        | 636 m                                |
| Blockstelle | 16,253               | Groß Haslau                          | Groß Haslau                          |
| Blockstelle | 18,116               | Gerotten                             | Gerotten                             |
| Dienststation / Betriebs- oder Güterbahnhof | 21,522               | Zwettl                               | 535 m                                |
| Brücke | 21,655               | Viadukt (240 m)                      | Viadukt (240 m)                      |
| Blockstelle | 22,694               | Zwettl Stadt (früher Syrnau)         | Zwettl Stadt (früher Syrnau)         |
| Dienststation / Betriebs- oder Güterbahnhof | 28,891               | Klein Schönau                        | Klein Schönau                        |
| ehemaliger Haltepunkt / Haltestelle | 28,891               | Obernondorf                          | Obernondorf                          |
| Betriebs-/Güterbahnhof Strecke ab hier außer Betrieb | 34,711               | Waldhausen                           | ~695 m                               |
| Haltepunkt / Haltestelle (Strecke außer Betrieb) | ~ 36,800             | Klein Weißenbach                     | Klein Weißenbach                     |
| Haltepunkt / Haltestelle (Strecke außer Betrieb) | ~ 39,300             | Kaltenbrunn                          | Kaltenbrunn                          |
| Bahnhof (Strecke außer Betrieb) | 40,982               | Grafenschlag                         | 741 m                                |
| Bahnübergang (Strecke außer Betrieb) | 41,098               | Bundesstraße 36                      | Bundesstraße 36                      |
| Haltepunkt / Haltestelle (Strecke außer Betrieb) | ~ 43,300             | Lugendorf                            | Lugendorf                            |
| Haltepunkt / Haltestelle (Strecke außer Betrieb) | ~ 46,600             | Biberschlag                          | Biberschlag                          |
| |                      | Kremsbachviadukt                     |                                      |
| Bahnhof (Strecke außer Betrieb) | 50,109               | Ottenschlag                          | 831 m                                |
| Kulminations-/Scheitelpunkt (Strecke außer Betrieb) | 51,600               | Scheitelpunkt                        | 860 m                                |
| Haltepunkt / Haltestelle (Strecke außer Betrieb) | ~ 53,600             | Kleinpertholz                        | Kleinpertholz                        |
| Kopfbahnhof Streckenanfang (Strecke außer Betrieb) · Kopfbahnhof Streckenende (Strecke außer Betrieb) | 57,615               | Martinsberg-Gutenbrunn               | 825 m                                |
| Strecke (außer Betrieb) |                      | Industriebahn Gutenbrunn–Martinsberg | Industriebahn Gutenbrunn–Martinsberg |

Die Bahnstrecke Schwarzenau–Martinsberg-Gutenbrunn, auch als Zwettler Lokalbahn bezeichnet, ist eine Nebenbahn in Niederösterreich. Sie zweigt in Schwarzenau von der Bahnstrecke Wien–Gmünd ab und führt über Zwettl nach Waldhausen. Die ehemals weiterführende Strecke bis Martinsberg wurde 2010 stillgelegt und 2014 abgebaut. Von diesem Abschnitt ist allerdings auf dem Gemeindegebiet von Ottenschlag noch ein Steinbogenviadukt vorhanden.

## Geschichte
Am 4. Juli 1896 wurde die am 22. Oktober 1894 konzessionierte Lokalbahn Schwarzenau–Zwettl durch die A.G. Localbahn Schwarzenau–Zwettl eröffnet. Der Abschnitt Zwettl–Martinsberg wurde 1904 konzessioniert und 1906 in Betrieb genommen. Den Betrieb führten die k.k. Staatsbahnen.
Nach der Eröffnung des südlichen Abschnittes wurde der Weiterbau Richtung Süden bis zur Donauuferbahn verfolgt, es konnte jedoch keine Einigung über den Streckenverlauf erzielt werden. Während Zwettl die Variante über Yspertal favorisierte, bevorzugte das Eisenbahnministerium die Variante durch das Weitental. Der Weiterbau scheiterte schließlich an der Finanzierung. Die Höhendifferenz zwischen dem Waldviertel und dem Donautal hätte auf jeden Fall die Errichtung einer aufwändig trassierten Gebirgsbahn erfordert.
Nach dem Ende der Donaumonarchie übernahmen die Österreichischen Bundesbahnen die Betriebsführung. Ab 1922 hatte die Bahn im Endbahnhof Anschluss an die Industriebahn Gutenbrunn–Martinsberg. Am 1. Jänner 1941 wurde die A.G. Localbahn Schwarzenau–Zwettl verstaatlicht.
Der Personenverkehr zwischen Zwettl und Martinsberg-Gutenbrunn wurde mangels Auslastung am 28. September 1986 eingestellt. Es fand jedoch immer noch umfangreicher Güterverkehr statt. Umfangreiche Holztransporte für einige der größten holzverarbeitenden Betriebe des Waldviertels sicherten jedoch den Weiterbestand der Strecke.
1998/99 wurde das Zwettler Viadukt saniert und erhielt ein neues Tragwerk.
2007 wurde der Güterverkehr aufgrund des großen Schadholzbestandes, den der Orkan Kyrill in der Region angerichtet hat, noch weiter intensiviert. 2012 wurden jährlich noch 1 Million Tonnen Güter über die Verladestellen Kleinschönau (Hausmüll der Region Zwettl zur Müllverbrennung), Zwettl (Dieselöl, Fa. Eigl) und Waldhausen (Holz, Fa. Stora Enso) abgewickelt.

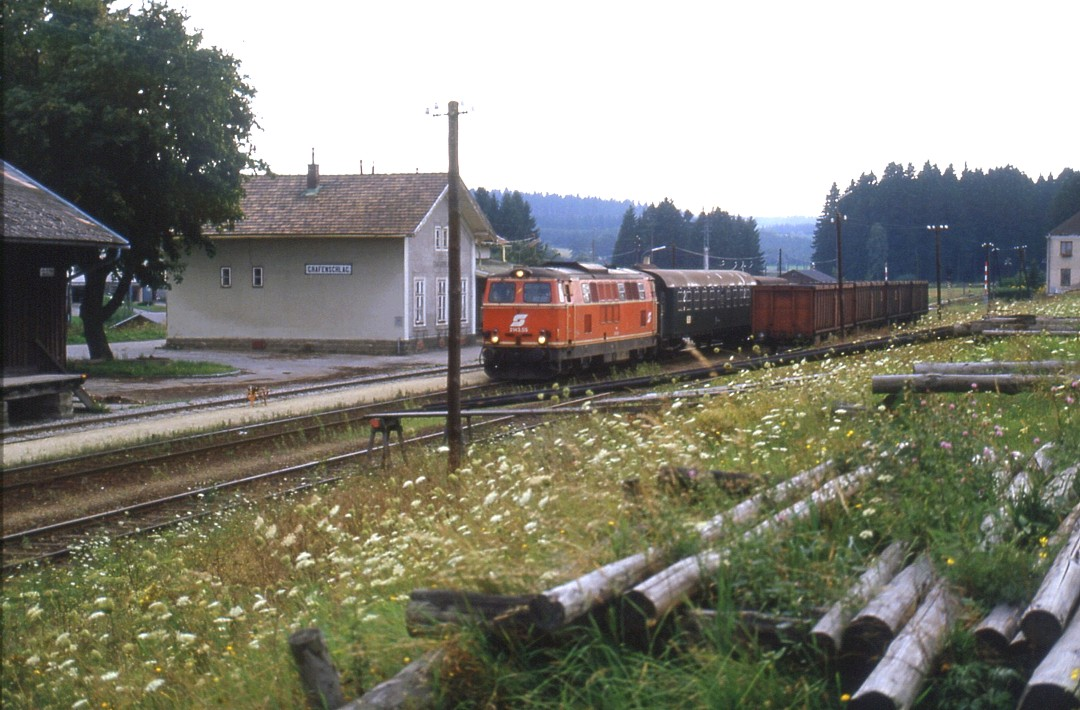
Kurzer Reisezug im Bahnhof Grafenschlag (1986)
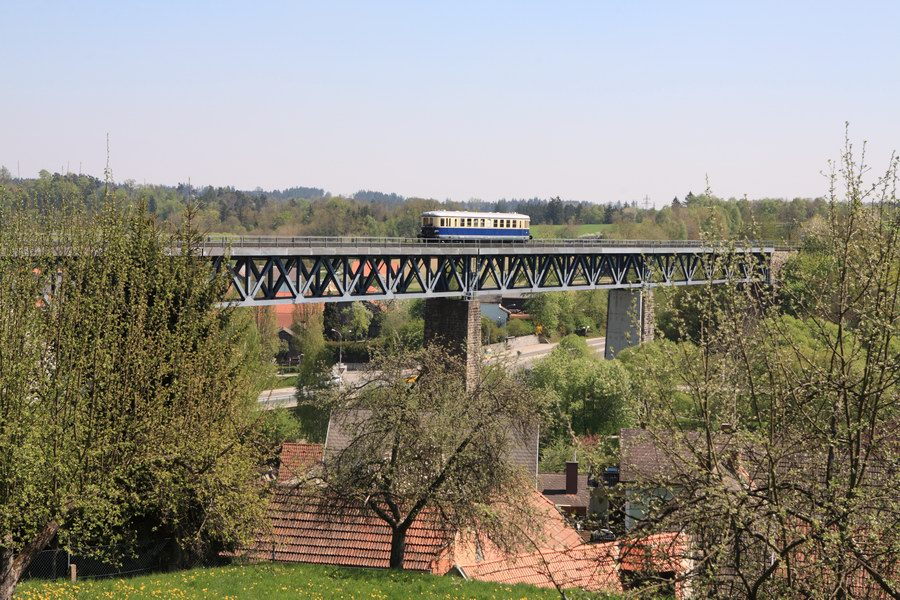
Eisenbahnviadukt in Zwettl
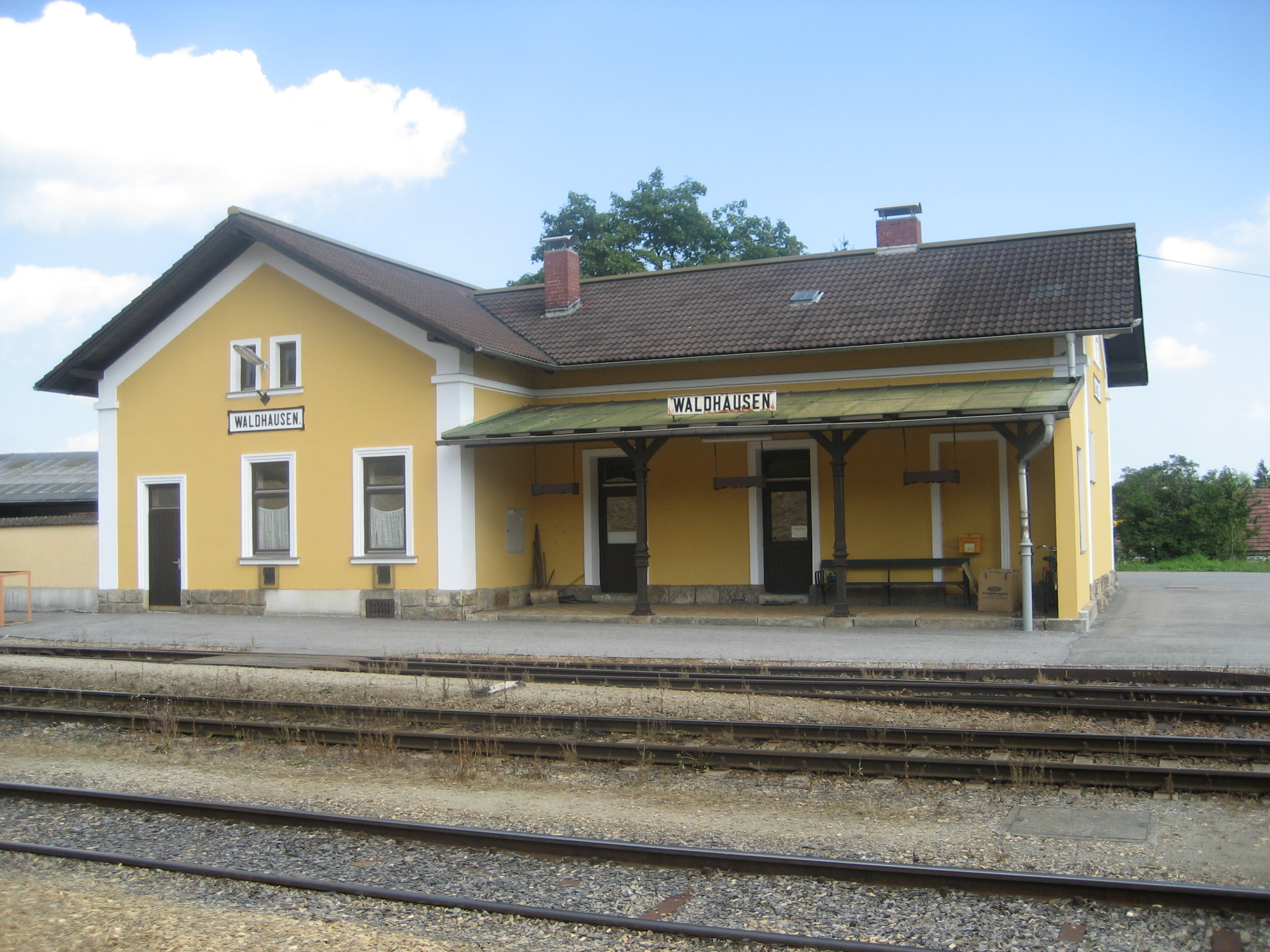
Bahnhofsgebäude in Waldhausen
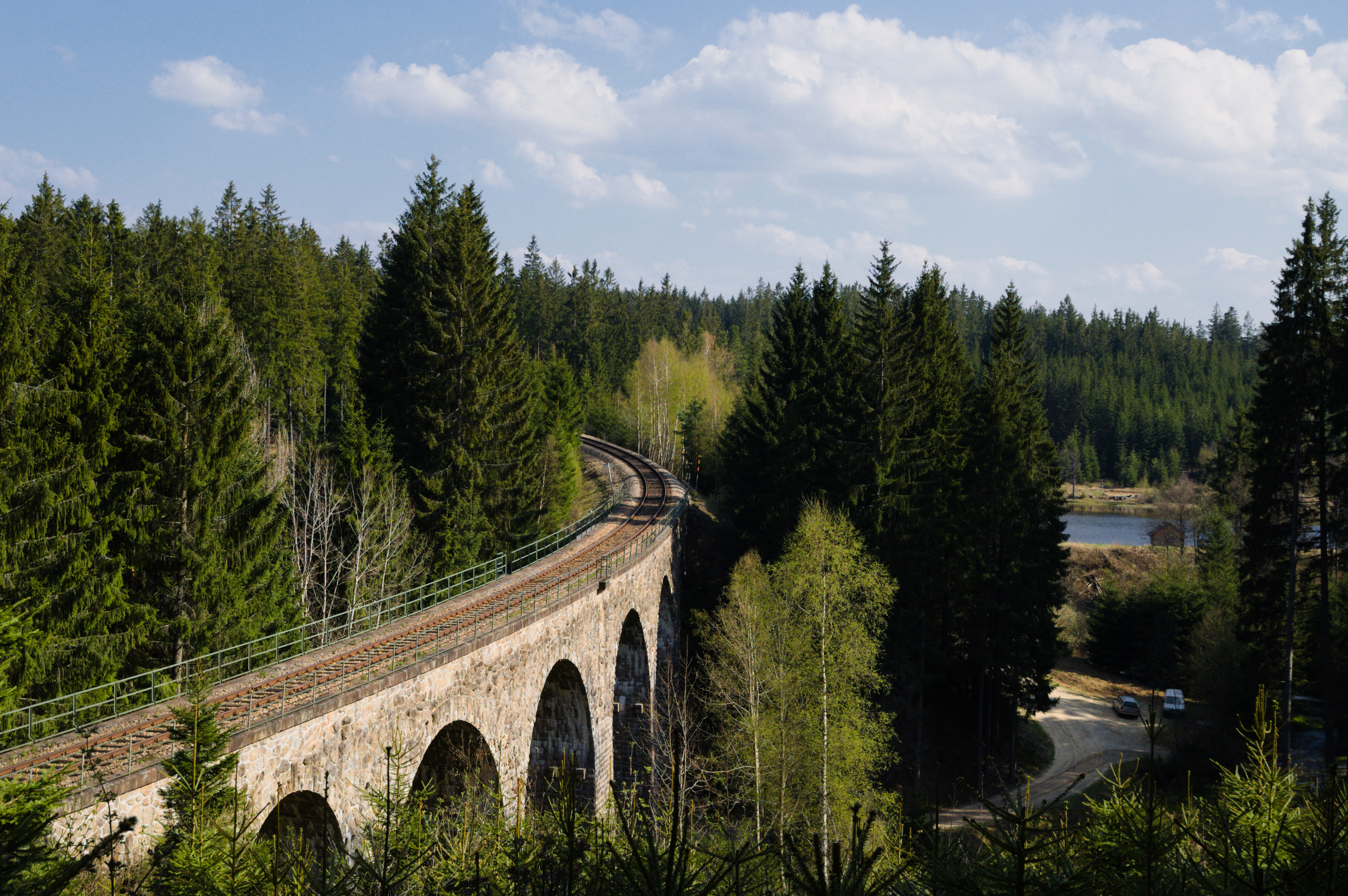
Kremsbachviadukt (2009)

Nachdem der Personenverkehr in den letzten Jahren nur mehr bis und ab Zwettl geführt worden war, kam mit dem Fahrplanwechsel 2010/11 am 11. Dezember 2010 das endgültige Aus für Personenzüge. Die Personenbeförderung übernahmen Autobusse.
Mit 27. Dezember 2010 erfolgte für die Strecke 1762 zwischen Waldhausen und Martinsberg-Gutenbrunn die Bewilligung der dauernden Einstellung des Eisenbahnbetriebes nach § 28 EisbG. Im Juli 2012 wurde dieser Streckenteil der Bahnlinie von der ÖBB Infrastruktur AG zum Verkauf angeboten. Rail Cargo Austria plante für 2014/2015 allerdings die Schließung aller Güterverladestellen im Waldviertel, was auch die Stilllegung für die Strecke Schwarzenau–Waldhausen bedeutet hätte. Allerdings fuhren mit Stand 2021 noch immer Güterzüge zwischen Schwarzenau und Waldhausen, so dass eine Einstellung vorerst nicht stattfinden zu scheint.
Beginnend mit August 2014 wurden die Gleisanlagen zwischen Waldhausen und Martinsberg abgetragen, die ÖBB verkauften die Anlagen hierzu an eine deutsche Abbruchfirma. Die Abtragung wurde jedoch teilweise unterbrochen, da die Abbruchfirma während des Abbruchs in Konkurs ging. Daher sind auf der Strecke noch vereinzelt Gleisreste, Weichen oder Schwellen zu finden. 2019 wurde die Errichtung eines Rad- und Wanderweges auf der alten Bahntrasse durch die Anrainergemeinden angedacht.
Der Museums-Lokalbahnverein Zwettl führt auf dem verbliebenen Streckenteil Sonderfahrten mit seiner betriebsfähigen Dampflok ÖBB-Baureihe 92 sowie Spantenwagen durch.

## Fahrzeugeinsatz
Zur Betriebsaufnahme wurden von der Lokalbahn AG bei der Wiener Lokomotivfabrik zwei Lokomotiven der bewährten Baureihe kkStB 97 (Nr. 97.90 und 97.91) angeschafft, die anlässlich der Verlängerung durch eine weitere Maschine dieser Type (97.244) von Krauss/Linz ergänzt wurden. 1908 wurde schließlich eine stärkere Lok der Baureihe kkStB 199 (199.03) angeschafft. Mit diesem Fuhrpark würde über die nächsten Jahrzehnte der Betrieb geführt.
In der Zwischenkriegszeit kamen nun auch die stärkeren Lokomotiven der Baureihe BBÖ 178 (ÖBB 92), die Dampftriebwagen Baureihe DT 1.0 (ÖBB 3071) sowie die Motortriebwagen VT 20 und VT 11(ÖBB 5029) zum Einsatz. Auch die erfolgreiche Baureihe BBÖ 378 (später ÖBB 39) wurde spätestens Ende der 1930er Jahre auf der Zwettler Lokalbahn heimisch.
Eine in Österreich einmalige Besonderheit stellte der von der Lokalbahn AG bei Renault beschaffte VT 50.01 dar. Dieser benzin-mechanisch angetriebene Triebwagen bewährte sich auf der steigungsreichen Strecke nicht und war nur kurze Zeit im Einsatz.
Nach dem Zweiten Weltkrieg war u. a. eine Beutelok der ČSD-Baureihe 423.0 von Schwarzenau aus im Einsatz. Ansonsten prägten in den kommenden Jahrzehnten vor allem die Lokomotiven Baureihe 93 das Bild der Lokalbahn, ergänzt von einzelnen Umläufen der Baureihen 91 sowie 3071.
Ab 1974 erfolgte die Verdieselung der Strecke, es kamen nun die Baureihen 2043, 2143, 2045, 5145 und 5046/5146 sowie zuletzt 5047 zum Einsatz. Die Güterzüge werden heute mit Dieselloks der Baureihe 2016 bespannt.

## Streckenverlauf
Am Südkopf des im Thayatal liegenden Bahnhofs Schwarzenau setzt die Bahnstrecke sofort ins Ganzbachtal über, auf dessen Westseite sie bis Ganz (Gemeinde Schwarzenau) gelangt, um nach etwa 100 Höhenmetern Gewinn seit dem Ausgangspunkt auf der Hochfläche über den Wurzeln des Zwinzenbachs sowie jenen des Pöttbachs, den Truppenübungsplatz Allentsteig östlich streifend, nach Großhaslau zu gelangen. Das Einzugsgebiet des Rotbachs liegt dabei etwas nordwestlich. An der Wurzel des Schafgrabens bei Gerotten geht es dann hinab ins Gradnitztal, an dessen Westhang das Altstadtplateau von Zwettl über dem Kamp mit dem gleichnamigen Bahnhof erreicht wird.
Unmittelbar dahinter und südöstlich wird der tief eingeschnittene Kamp auf einem imposanten Viadukt überbrückt und sofort eine Wendung Richtung Süden zum Sierningbachgraben vollzogen. Dieser wird kurz an der Nordlehne mitbenutzt, um über die Weinersbachfurche an die Ostabhänge des Schönauer Waldes und Schweinsberges über dem Ort Klein Schönau zu gelangen. Anschließend werden auf der Hochebene die Wurzeln der Sprögnitz und des Nondorfer Baches tangiert und der Bahnhof Waldhausen erreicht. Knapp vor dem Lauf des Purzelkamp endet die heutige Strecke.

### Nicht mehr vorhandene Strecke
Der Oberlauf des Purzelkamp wurde in weiterer Folge mitbenutzt, hier hatte die Strecke bereits eine Seehöhe von 700 m ü. A. erreicht. Beim ehemaligen Bahnhof Grafenschlag (741 m. ü. A.) drehte die Linie nach Süden in die Furche des Langschlager Baches ab, dem sie bis zu seinem Quellfächer im Gemeindewald auf nunmehr bereits rund 800 m ü. A. getreu war. Hier senkte sich die Trasse dann hinab ins Tal der Großen Krems, das am Weyrerteich mittels eines Steinbogenviadukts gequert wurde. Dieser etwa hundert Meter lange und zwölf Meter hohe Kremsbachviadukt ist noch vorhanden und heutzutage ein Ziel für Wanderwege.
Kurz näherte die Strecke sich wieder südwärts einem Oberlauf des Raxenbachs an und erreichte nach dem Bahnhof Ottenschlag im Bereich des Dachsberges den Scheitelpunkt in 860 Metern. Anschließend wurde westlich die kleine Senke von Kleinpertholz umfahren und schließlich über dem Oberlauf des Weitenbachs (Donau) der Endbahnhof im Ort Martinsberg auf einer Höhe von 825 m. ü. A. erreicht wurde.

## Galerie

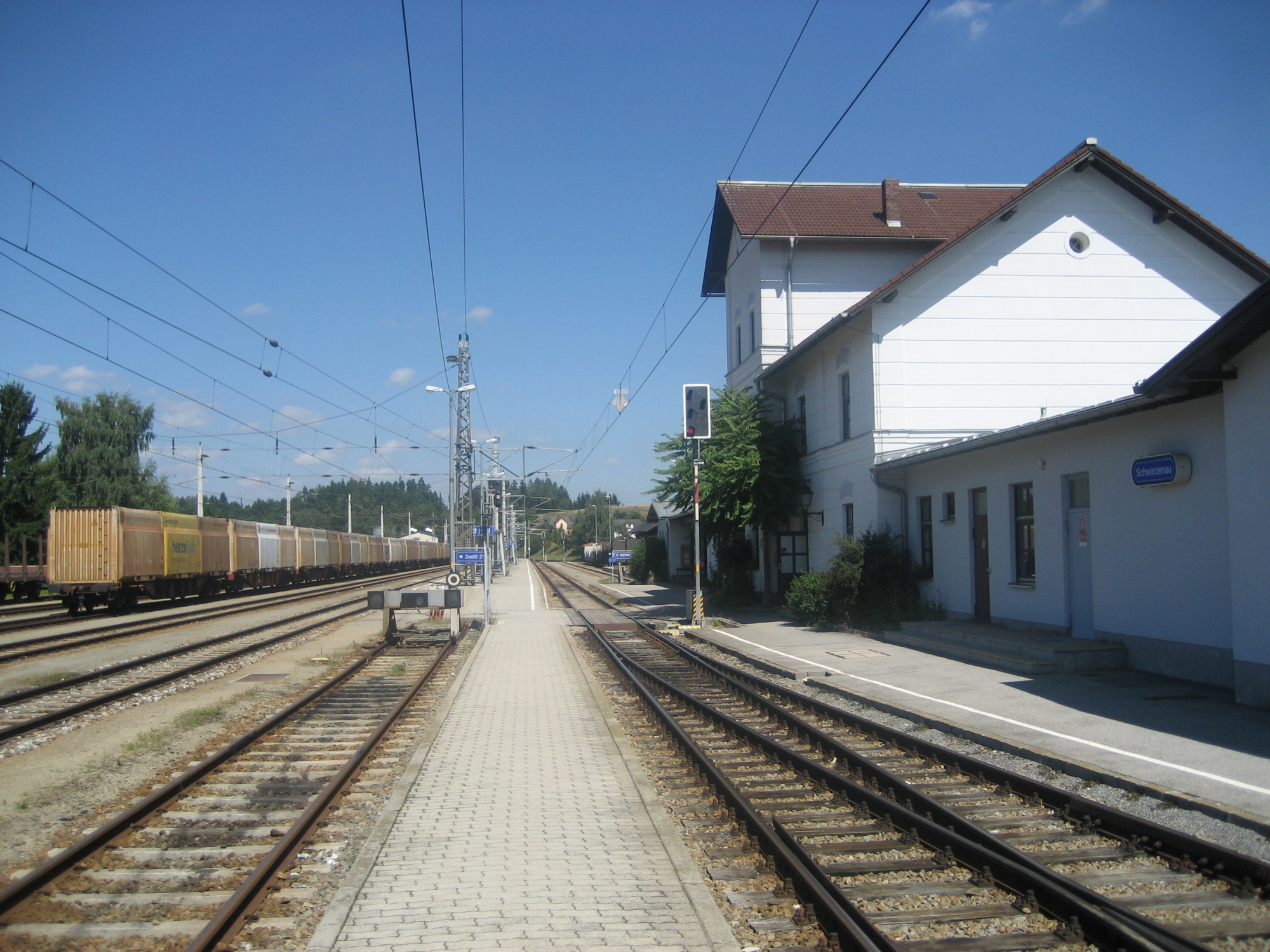
Ausgangsbahnhof Schwarzenau
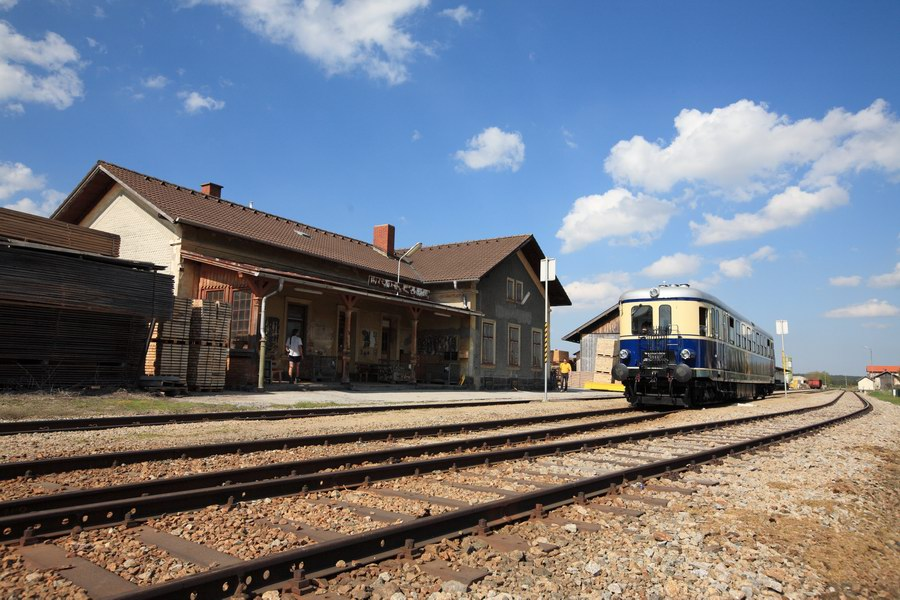
Bhf. Martinsberg-Gutenbrunn mit Dieseltriebwagen ÖBB 5042.14
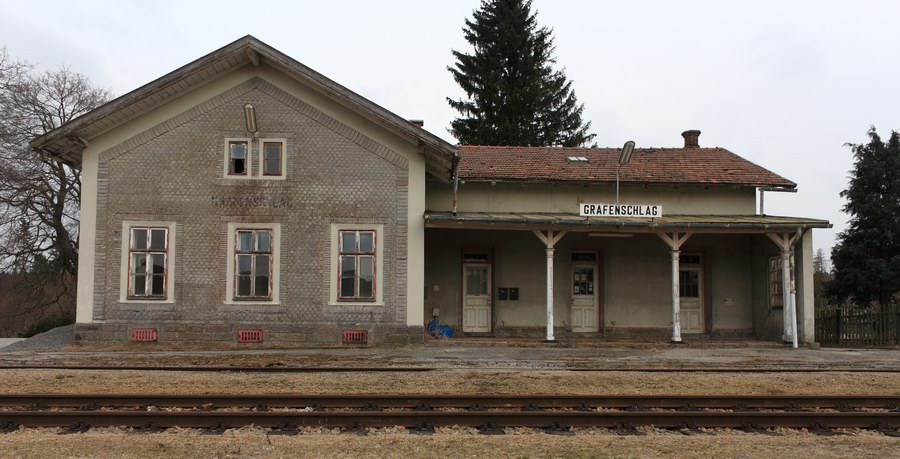
Bahnhofsgebäude in Grafenschlag
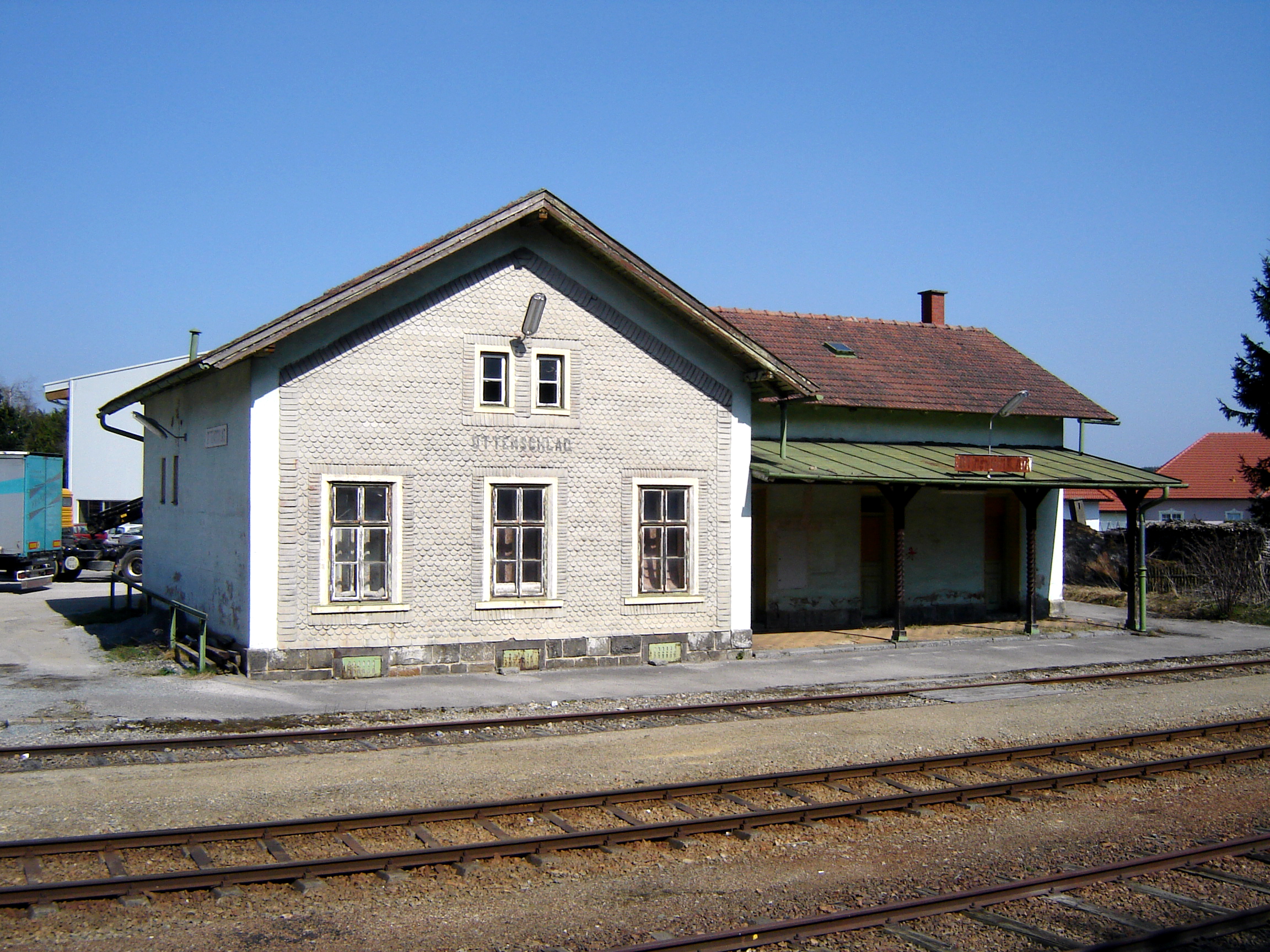
Der aufgelassene Bahnhof Ottenschlag
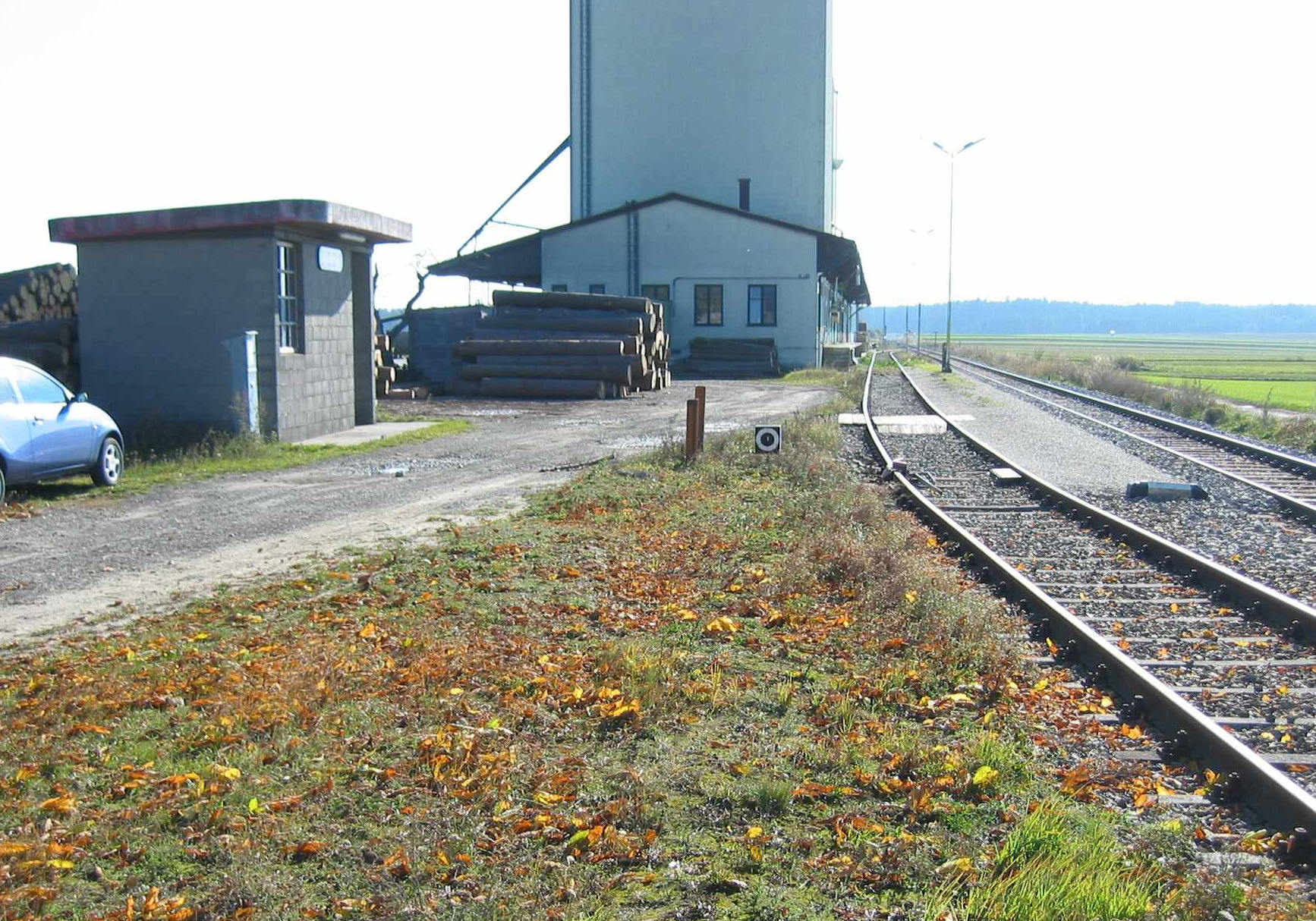
Haltestelle Bernschlag
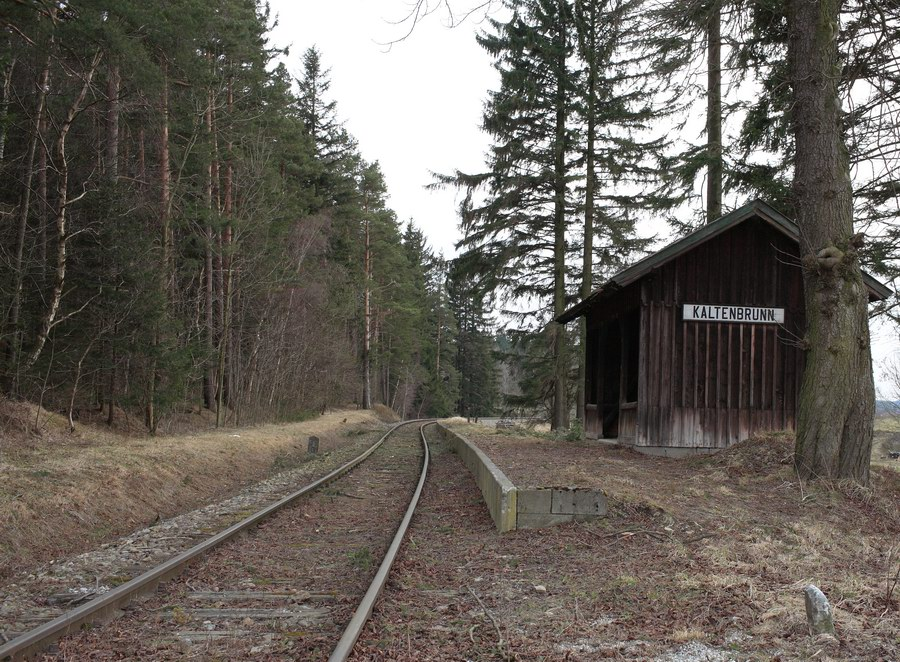
Eine der vielen Haltestellen außerhalb der Ortschaften wie hier in Kaltenbrunn
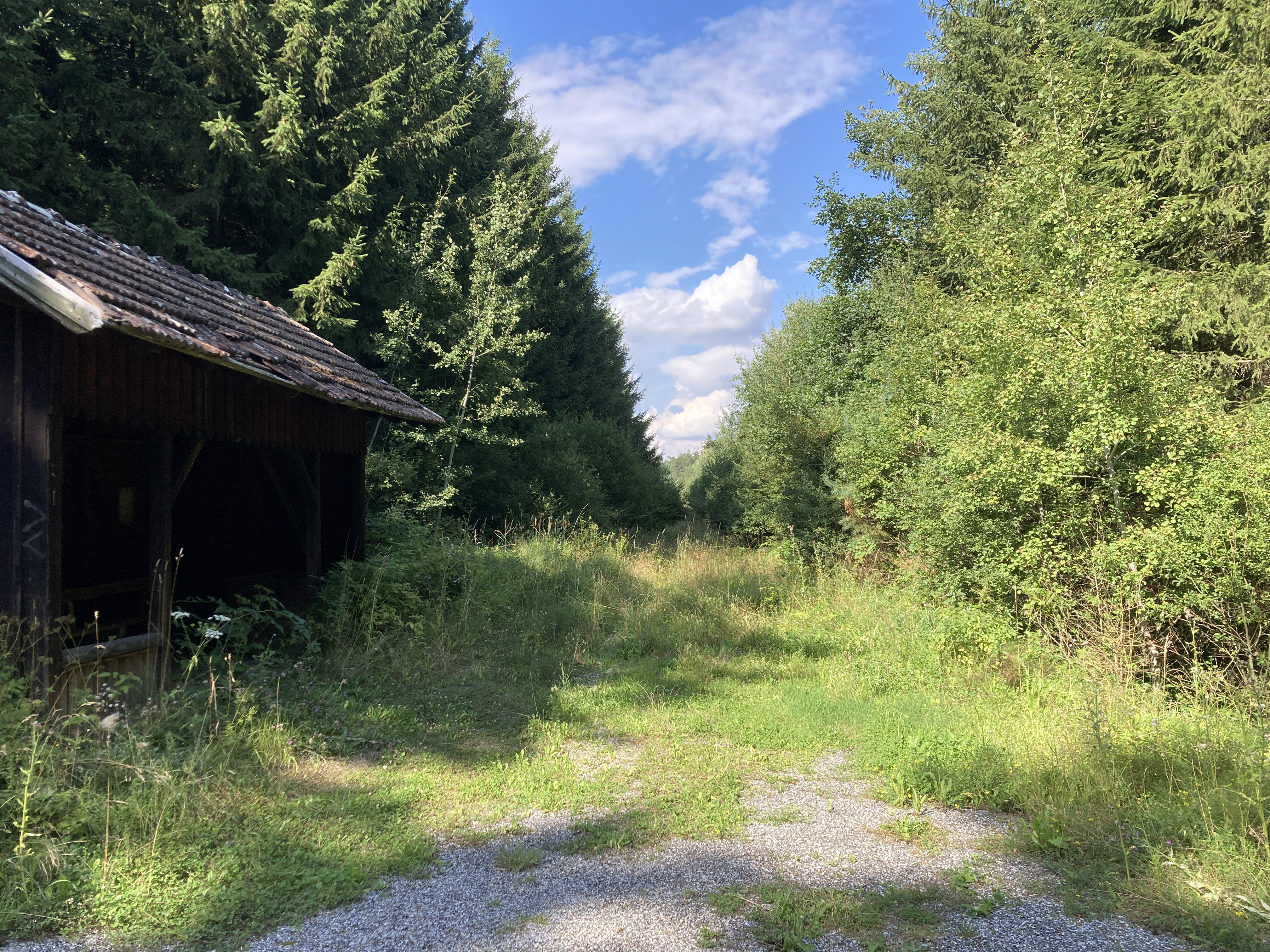
Die aufgelassene Bahnhaltestelle Biberschlag im Jahr 2023